# Hyundai Stargazer
La Hyundai Stargazer è una autovettura prodotta dalla casa automobilistica sud coreana Hyundai Motor Company dal 2022.

## Descrizione

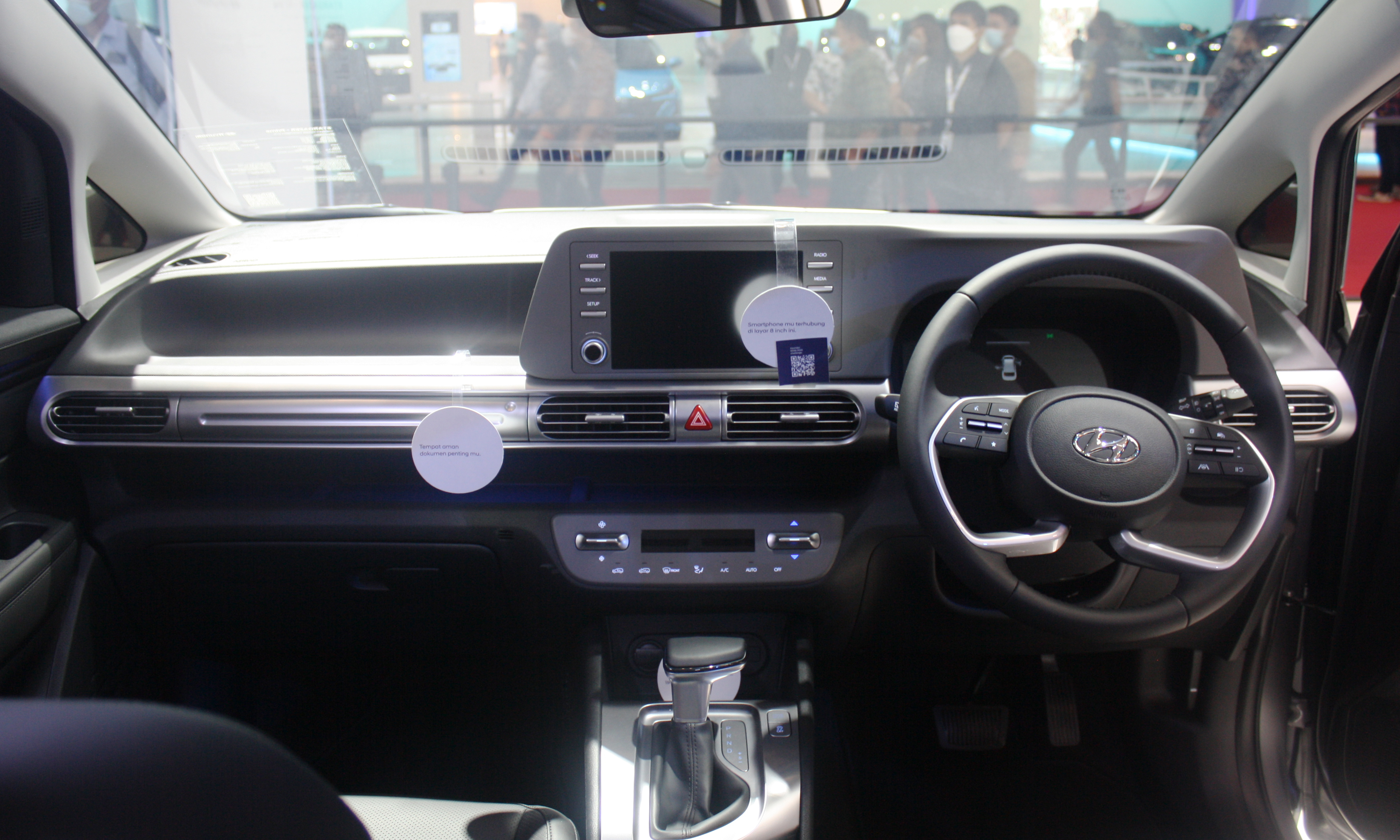
Interni

La Stargazer è una monovolume di medie dimensioni prodotta dalla Hyundai nel suo impianto in Indonesia dalla fine di luglio 2022 per il mercato autoctono. 
Dopo che ad inizio 2022 sono stati avvistati su strada alcuni prototipi camuffati durante le ultime fasi di test di sviluppo su strada e in seguito alla diffusione di alcune immagini sul web, la monovolume è stata presentata ufficialmente per la prima volta il 15 luglio 2022 in concomitanza con l'uscita dalle catene di montaggio delle prime unità presso lo stabilimento HMMI di Cikarang.
La vettura, che viene realizzata sulla piattaforma K2, si caratterizza per una carrozzeria dalle linee arrotondate e da un abitacolo che può ospitare tre file di sedili.
Dal punto di vista tecnico, lo schema è a motore e trazione anteriore condividendo gran parte della componentistica meccanica con le coeve Kia Carens (KY) e Hyundai Creta (SU2). A spingere la vettura c'è un motore a benzina aspirato da 1497 cm³ Smartstream G1.5 MPi I4 a quattro cilindri in linea dalla potenza di  85 kW (115 CV), abbinato ad una trasmissione automatica CVT a 6 velocità.